# Hellmut G. Haasis
Hellmut G. Haasis (7. ledna 1942 Mühlacker – 23. února 2024 Reutlingen) byl německý historik, spisovatel a nakladatel.
Napsal životopisy Georga Elsera, který se v roce 1939 pokusil zavraždit Adolfa Hitlera; Reinharda Heydricha, jednoho z hlavních architektů holokaustu a Josepha Süße Oppenheimera popraveného v roce 1738, který se v roce 1940 stal hrdinou antisemitského propagandistického filmu Jud Süß.
Haasis se narodil ve švábském Mühlackeru a ve švábském dialektu napsal dva romány. Obdržel literární ceny Thaddäus-Troll-Preis, Schubart-Preis, Civis-Medienpreis a Ludwig-Uhland-Preis.